# Great Casterton
Great Casterton is een civil parish in het bestuurlijke gebied Rutland, in het Engelse graafschap Rutland met 600 inwoners.